# Leung Ki Ho
Leung Ki Ho (* 4. März 1988) ist ein ehemaliger chinesischer Leichtathletik, der international für Hongkong startete und sich auf den Sprint spezialisiert hat.

## Sportliche Laufbahn
Erste Erfahrungen bei internationalen Wettbewerben sammelte Leung Ki Ho im Jahr 2005, als er bei den Jugendweltmeisterschaften in Marrakesch mit 21,70 s im Halbfinale im 200-Meter-Lauf ausschied und über 400 Meter mit 51,06 s nicht über die erste Runde hinauskam. Im Jahr darauf schied er bei den Juniorenweltmeisterschaften in Peking mit 22,13 s im Vorlauf über 200 Meter aus und 2007 belegte er bei den Asienmeisterschaften in Amman in 21,46 s den fünften Platz über 200 Meter. Anschließend schied er bei der Sommer-Universiade in Bangkok mit 21,74 s im Halbfinale aus und kam im 400-Meter-Lauf mit 50,32 s nicht über die erste Runde hinaus. Zudem verpasste er mit der Hongkonger 4-mal-100-Meter-Staffel mit 41,38 s den Finaleinzug. Im Jahr darauf schied er bei den Hallenasienmeisterschaften in Doha mit 49,76 s in der Vorrunde über 400 Meter aus und 2009 schied er bei den Studentenweltspielen in Belgrad mit 21,78 s im Semifinale über 200 Meter aus und belegte im Staffelbewerb in 40,60 s den sechsten Platz. Anschließend gelangte er bei den Asienmeisterschaften in Guangzhou mit 21,63 s auf Rang sechs über 200 Meter und wurde daraufhin bei den Ostasienspielen in Hongkong in 21,56 s Sechster und klassierte sich mit der 4-mal-400-Meter-Staffel mit 3:18,23 min auf Rang vier. Im Jahr darauf nahm er an den Asienspielen in Guangzhou teil und schied dort mit 21,25 s in der ersten Runde über 200 Meter aus und auch bei den Asienmeisterschaften 2011 in Kōbe kam er mit 21,70 s nicht über den Vorlauf hinaus. Anschließend schied er bei der Sommer-Universiade in Shenzhen mit 21,62 s im Halbfinale über 200 Meter aus und gewann in der 4-mal-100-Meter-Staffel in 39,44 s die Bronzemedaille hinter den Teams aus Südafrika und der Volksrepublik China. 2013 schied er bei den Asienmeisterschaften in Pune mit 21,84 s in der ersten Runde über 200 Meter aus und anschließend belegte er bei den Ostasienspielen in Tianjin mit 21,82 s den fünften Platz. Daraufhin beendete er seine aktive sportliche Karriere im Alter von 25 Jahren.

## Persönliche Bestleistungen
- 200 Meter: 21,05 s (+0,2 m/s), 3. Mai 2009 in Hongkong
- 400 Meter: 49,22 s, 6. Mai 2007 in Hongkong
  - 400 Meter (Halle): 49,76 s, 14. Februar 2008 in Doha